# Mucorales
De Mucorales vormen een orde van lagere schimmels (Zygomycota). De mucorales worden gekenmerkt door een grote diversiteit en hebben een weinig vertakt mycelium. Ze hebben geen gespecialiseerd voedingspatroon, waardoor ze kunnen leven van verschillende substraten. Informeel worden de soorten uit deze orde ook wel broodschimmels genoemd.
De meeste soorten uit deze orde leven saprofytisch op rottend hout, op de bodem, op mest of op oude vruchtlichamen van hogere zwammen. Andere Mucorales soorten zijn zwakke parasieten op andere zwammen, op dieren of op mensen (waarbij ze dan infecties veroorzaken). De ongeslachtelijke voortplanting vindt meestal plaats via sporangiosporen. Er zijn ongeveer 360 soorten.

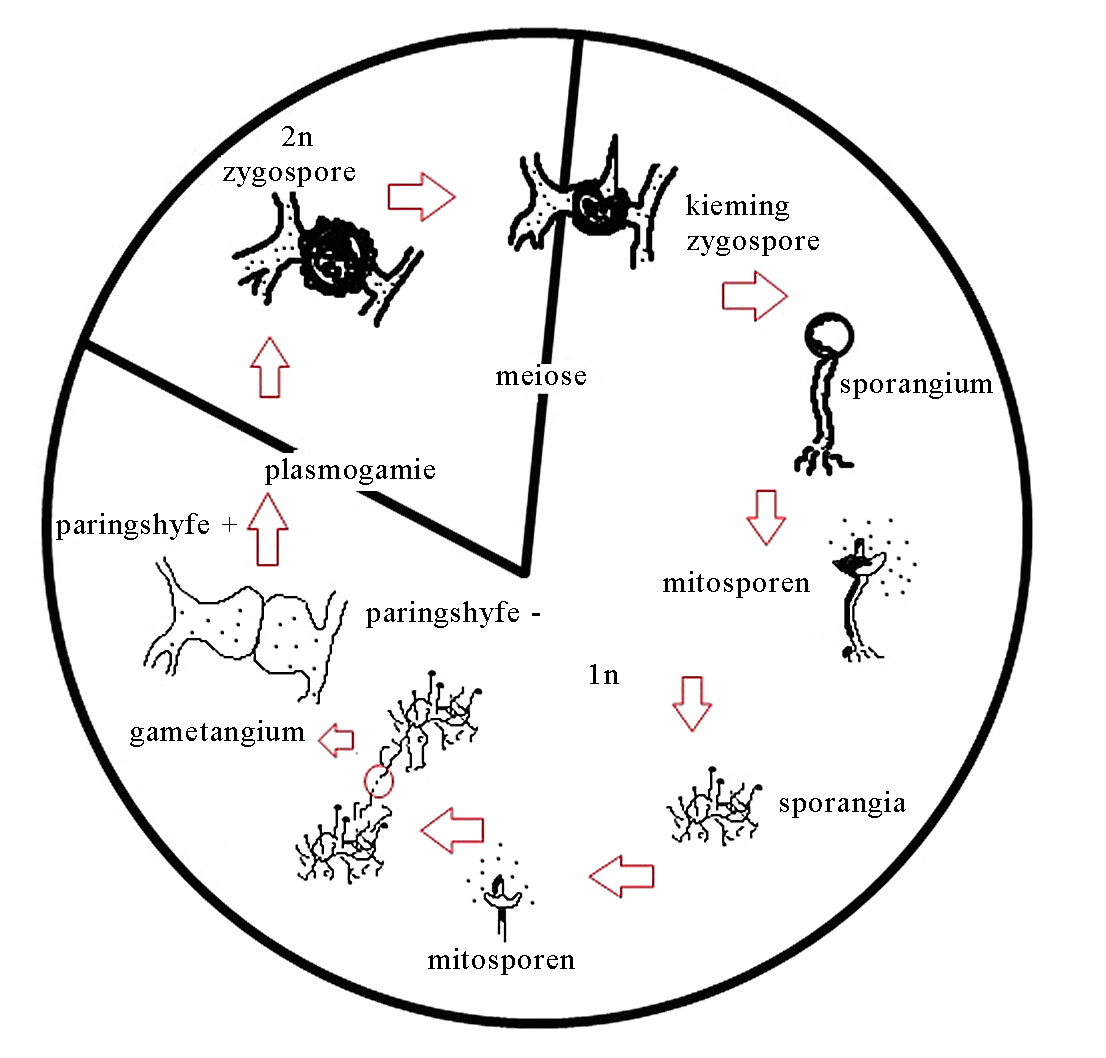
Levenscyclus Zygomycota

## Voortplanting

### Aseksuele voortplanting

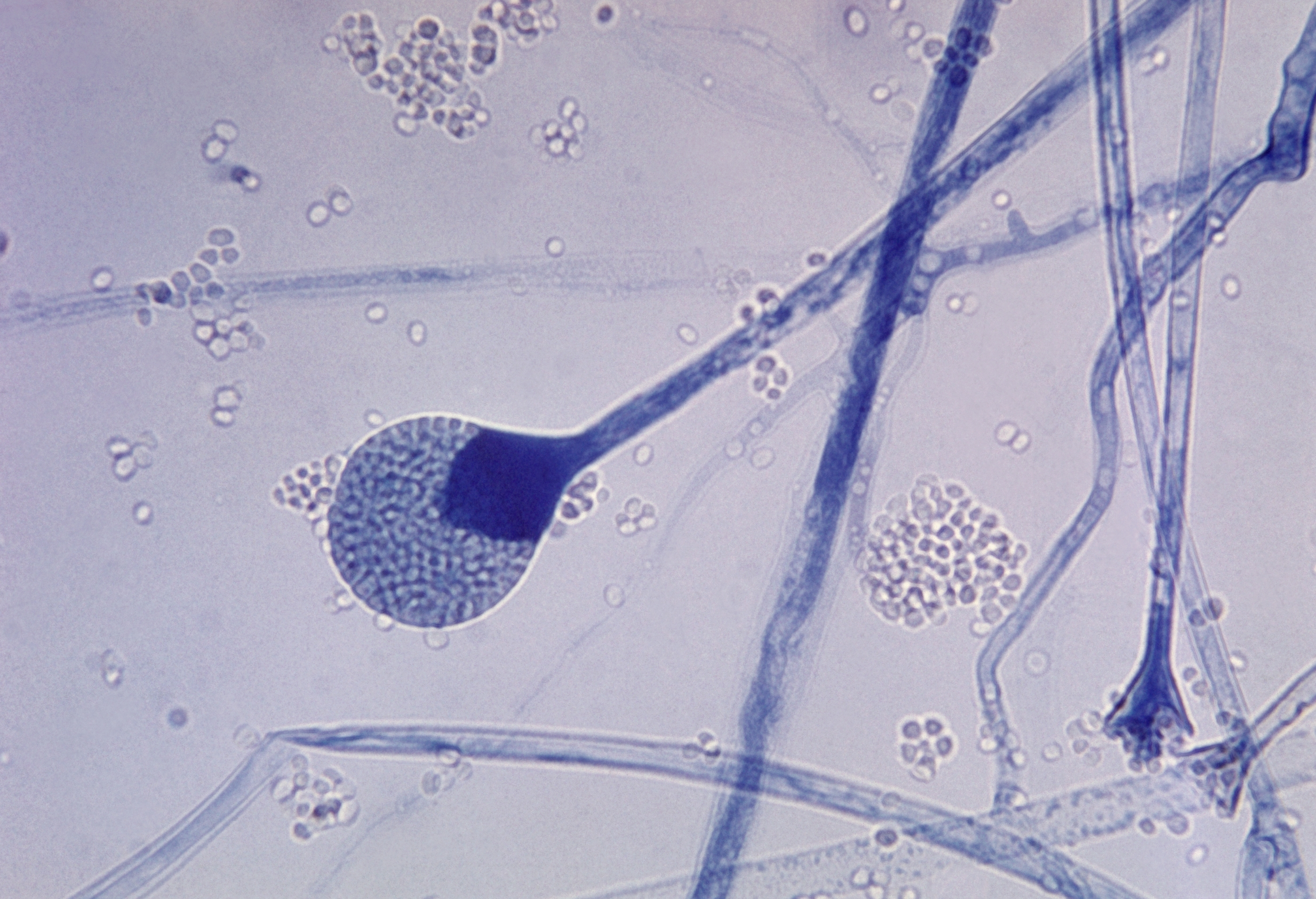
Sporangium van een Mucor species met vele aseksuele sporen

Bij het kiemingsproces ontstaan uit de mitosporen gespecialiseerde kiembuizen. Na vorming van een voldoende hoeveelheid mycelium worden er mitosporangia op de mitospoarangioforen gevormd. Hierin treedt een klievingsproces op dat leidt tot een massale sporenproductie (tot 100000 sporen per sporangium). Het orgaan dat de sporangia vormt reageert op invloeden vanuit de omgeving: door naar het licht te groeien (positieve fototropie), weg van de zwaartekracht (negatieve geotropie) en weg van water (negatieve hydrotropie) kunnen de sporen maximaal verspreid worden.
De vorm en de schikking van de sporangia op de hyfen is een belangrijk kenmerk voor de determinatie. Soms worden er ook chlamydosporen gevormd. Dit zijn dikwandige sporen binnenin hyfen.

### Seksuele voortplanting
Bij de Mucorales zijn er heterothallische (een mycelium kan niet met zichzelf paren) en homothallische (een mycelium kan met zichzelf paren) soorten.
De geslachtelijke voortplanting vindt plaats doordat twee paringshyfen, zygoforen genoemd, contact met elkaar maken, fuseren en gametangia maken. Vervolgens wordt een zygospore gevormd.
Bij de heterothallische soorten groeien de paringshyfen met twee verschillende paringstypen, (+) en (-), onder invloed van gevormde, vluchtige feromonen door chemotropie naar elkaar toe. De feromonen bestaan hoofdzakelijk uit trisporisch zuur en de precursors. Trisporisch zuur is een C-18 terpenoïde, dat gevormd wordt via β-caroteen en retinol reactiepaden. Bij contact plakken de celwanden aan elkaar, vlakken af en ontstaat er een fusiescheidingswand. De toppen van de zygofoor zwellen knotsvormig op en vormen uiteindelijk met de progametangia een brug. Bij de toppen van de twee knotsvormige cellen wordt een scheidingswand gevormd, die het terminale gametangium afscheiden van het progametangium. In dit stadium worden de buitenste cellen een suspensor genoemd, die voor ondersteuning zorgen. De middelste cellen gaan de zygospore vormen. Blaasjes verzamelen zich bij de tussenwand van de twee middelste cellen, die vervolgens begint op te lossen en de protoplasma's gaan zich vermengen. Er vindt vervolgens plasmogamie plaats. Vlak voordat de tussenwand geheel is opgelost, gaan de buitenste celwanden zich verdikken. Dit is te zien als donkere vlekken op de buitenste celwanden. Deze donkere vlekken kunnen uitgroeien tot wratachtige structuren, die de dikte van de wand van de zygospore bepalen. Tijdens de groei van de zygospore worden de wratachtige structuren ook groter en zitten dan uiteindelijk rondom de gehele cel. Nu kunnen de stralen van een elektronenmicroscoop niet langer door de wand dringen. Er zijn soorten die naakte zygosporen en soorten die ingekapselde zygosporen vormen.
Meiose vindt gewoonlijk plaats voordat de zygospore gaat kiemen.

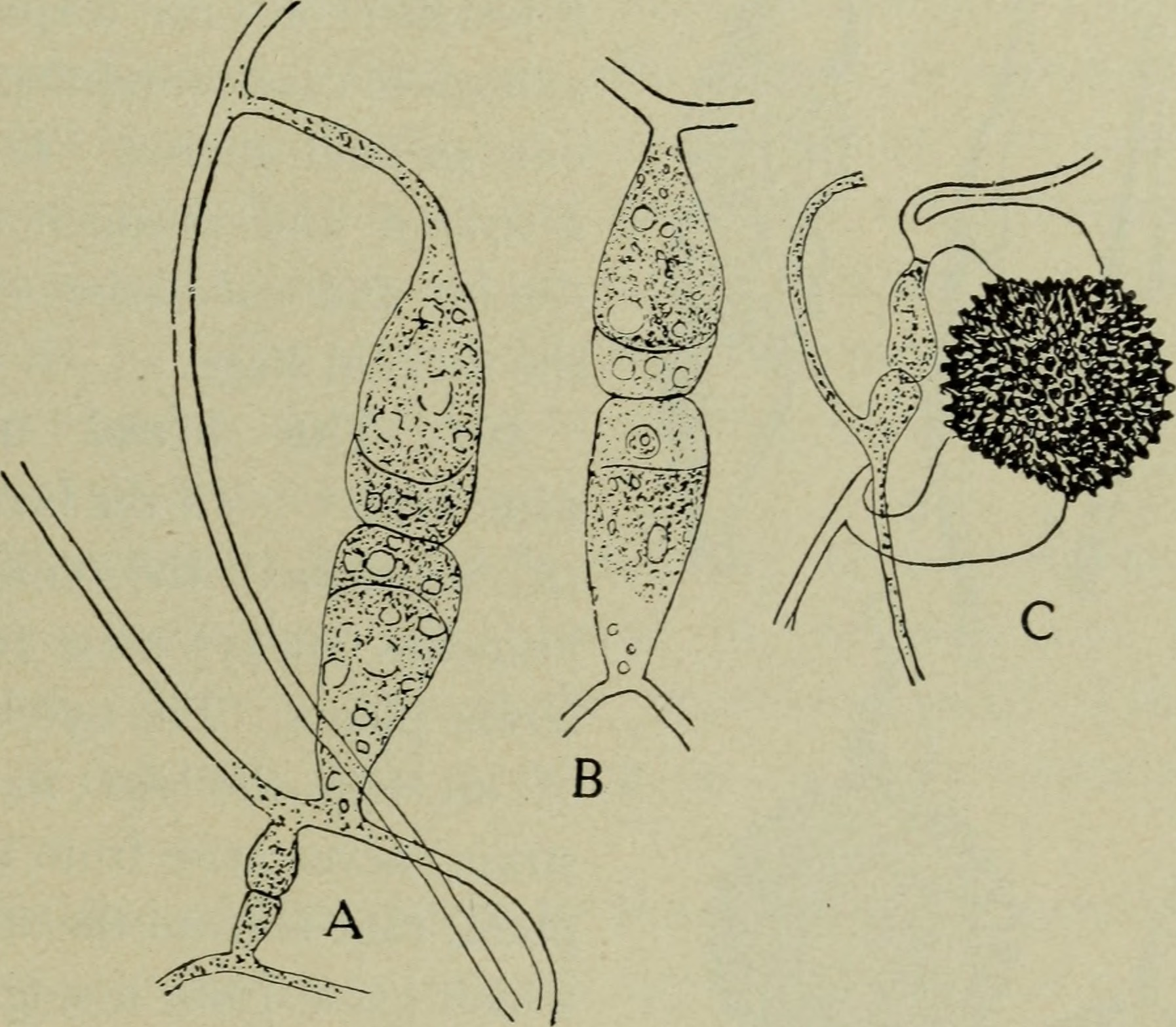
Zygosporevorming bij Rhizopus nigricans
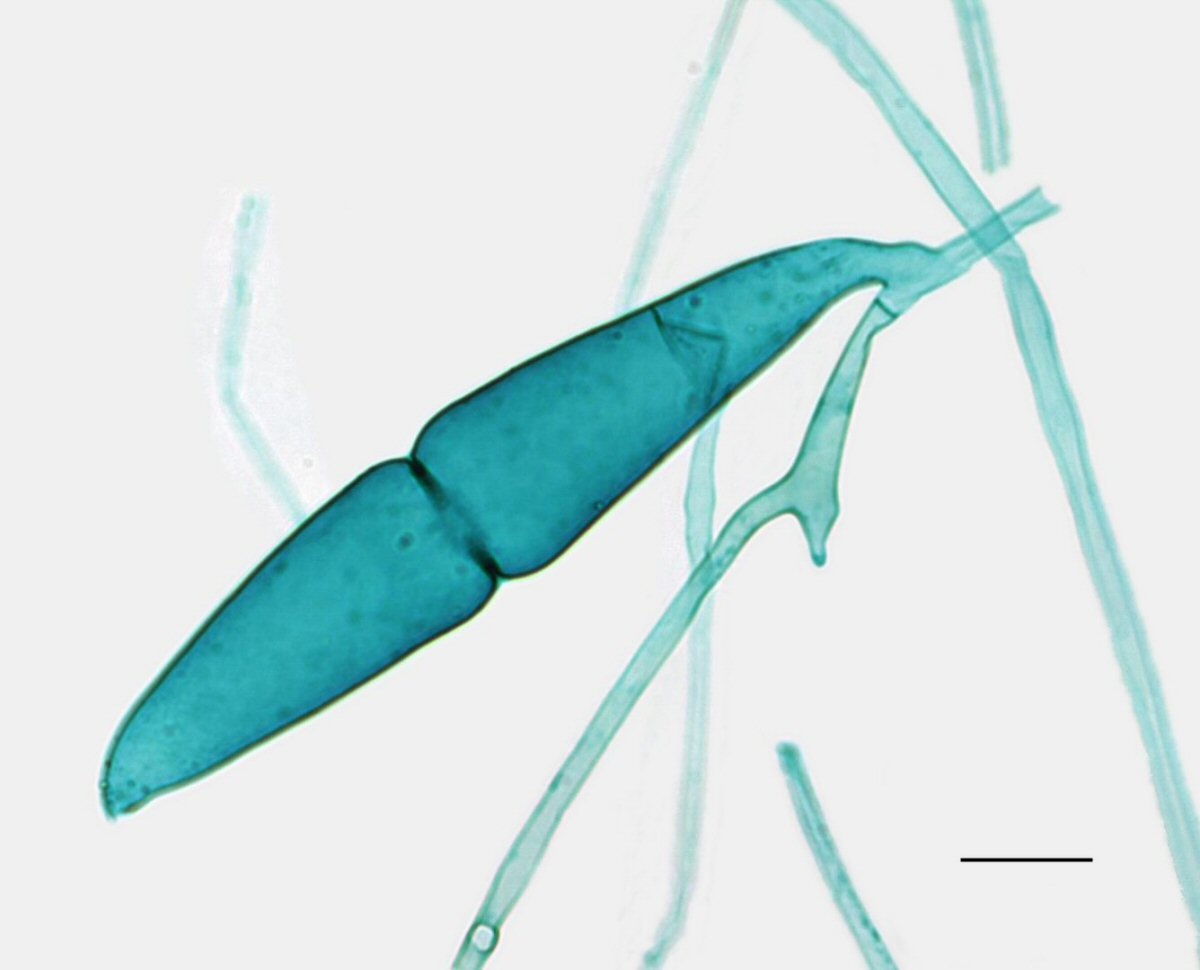
Plasmogamie bij de vorming van een Rhizopus-zygospore van een broodschimmel
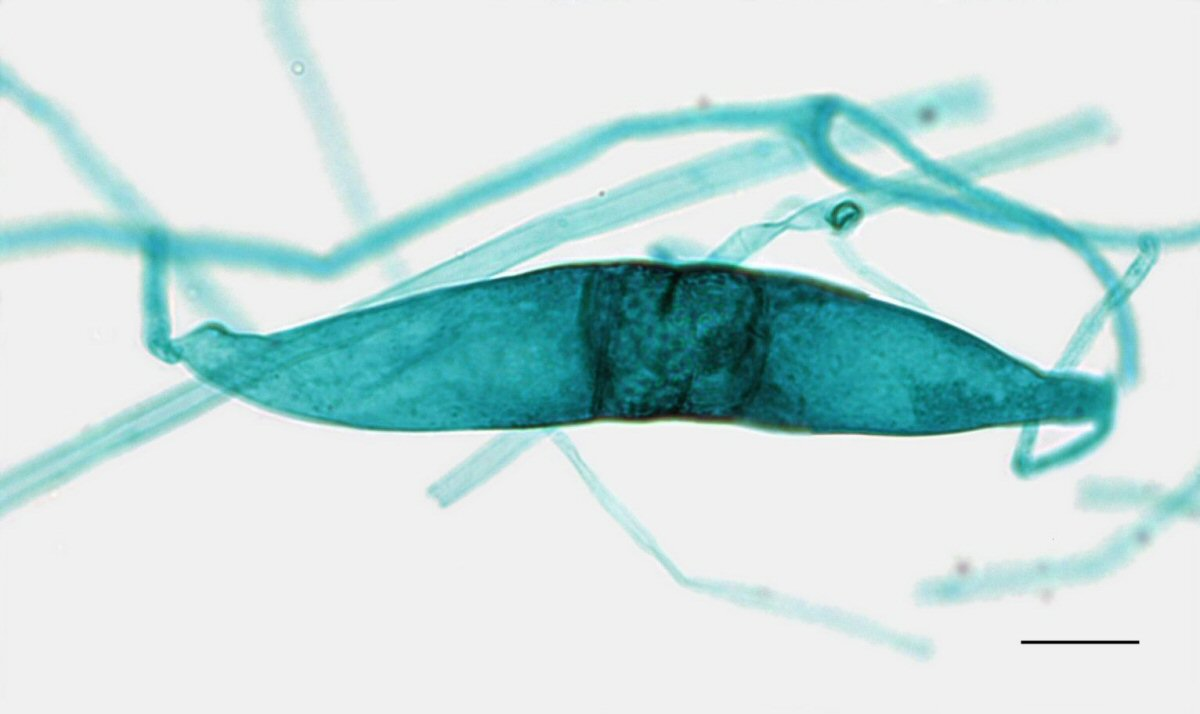
Later stadium van plasmogamie bij de vorming van een Rhizopus-zygospore van een broodschimmel
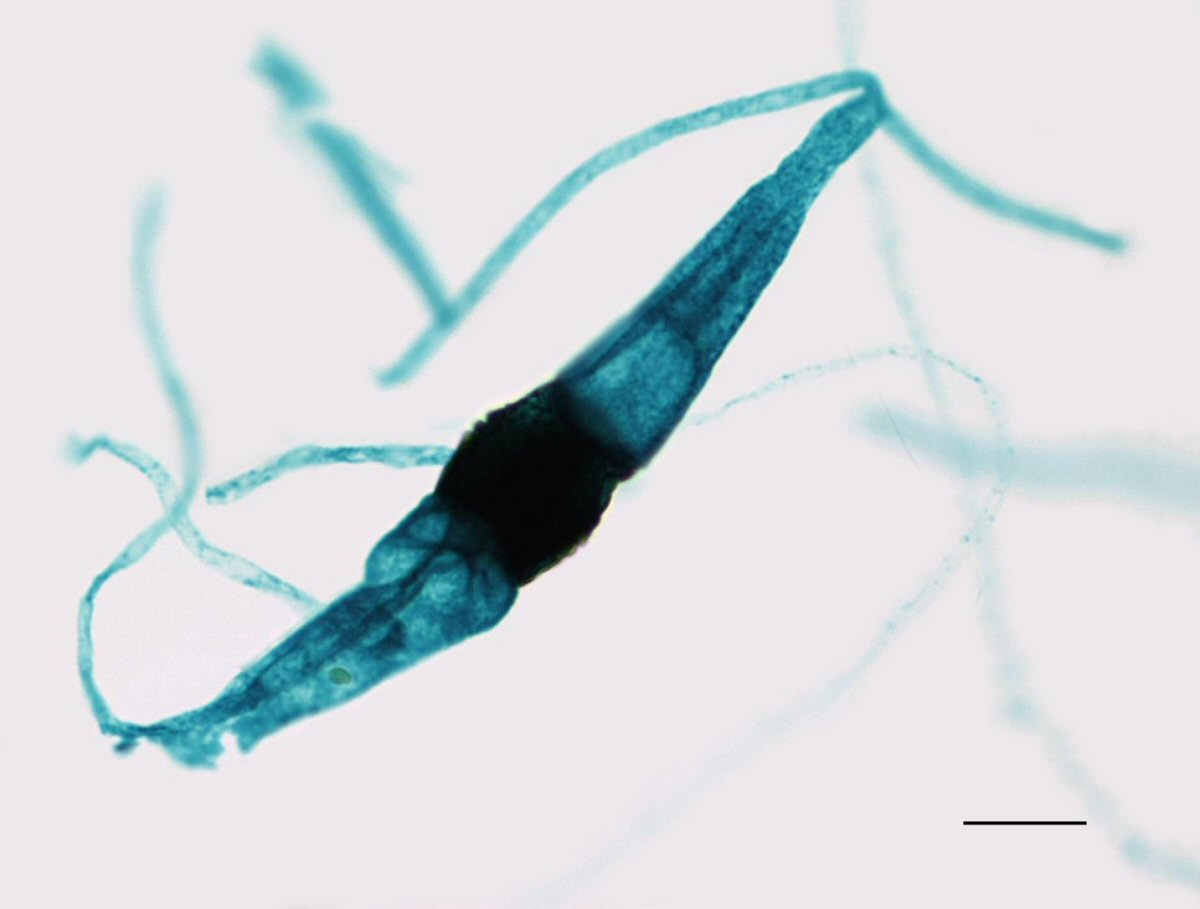
Onvolgroeide Rhizopus-zygospore van een broodschimmel
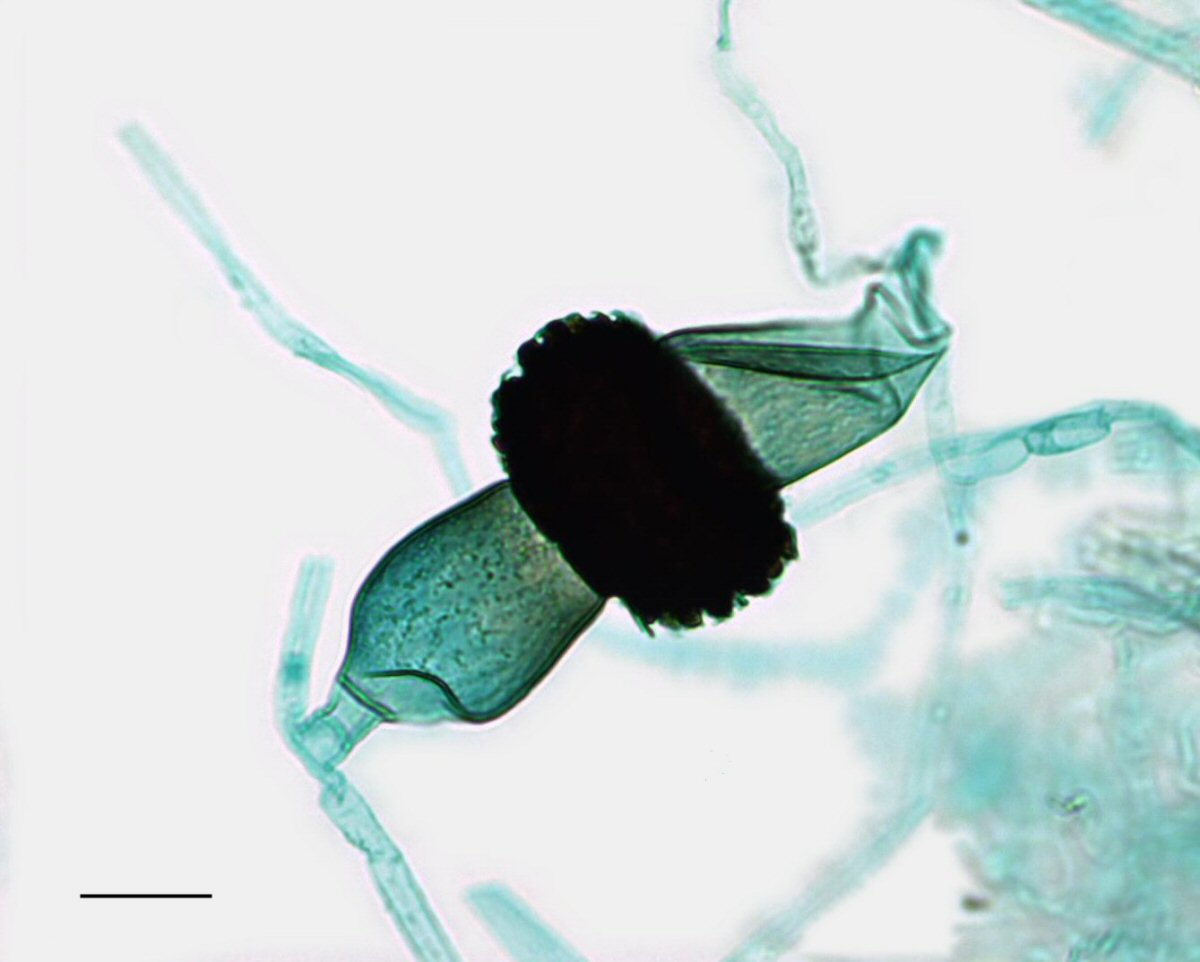
Volgroeide Rhizopus-zygospore van een broodschimmel
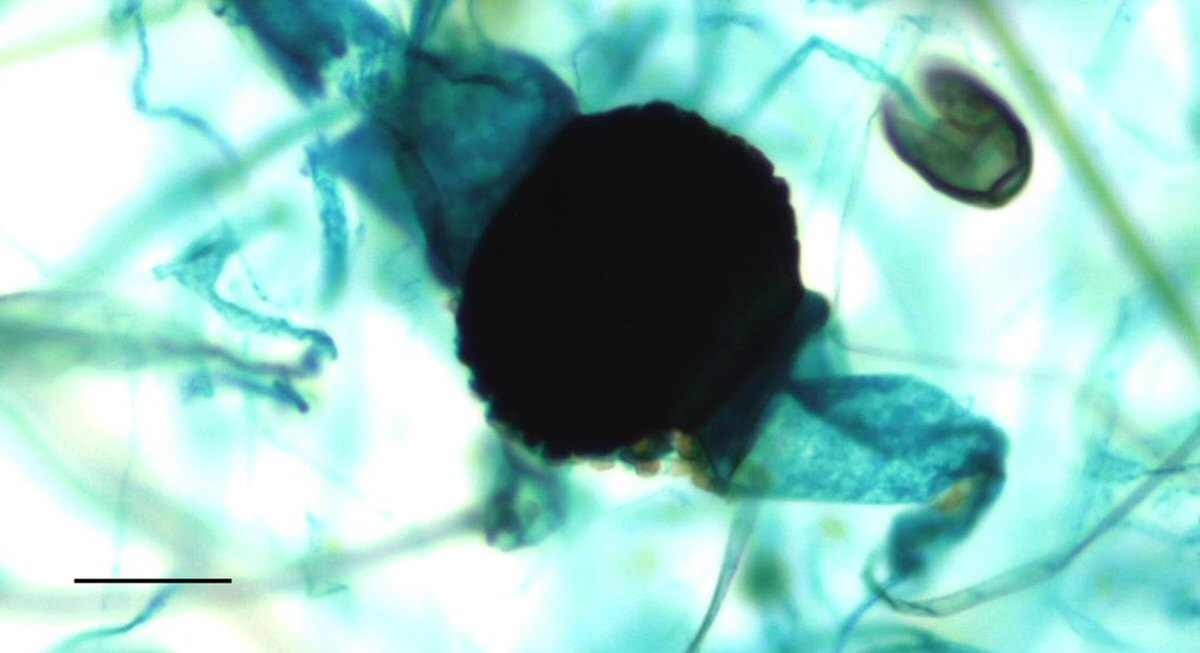
Kiemende Rhizopus-zygospore van een broodschimmel

## Taxonomische indeling
De taxonomische indeling van de Mucorales is volgens de Index Fungorum (op 15-9-2008) als volgt:
Orde: Mucorales
- Familie: Choanephoraceae
- Familie: Cunninghamellaceae
- Familie: Mucoraceae
- Familie: Mycotyphaceae
- Familie: Phycomycetaceae
- Familie: Pilobolaceae
- Familie: Radiomycetaceae
- Familie: Syncephalastraceae
- Familie: Umbelopsidaceae
- Incertae sedis
  - Geslacht: Herpocladiella
  - Geslacht: Herpocladium